# Republika Winstońska

Obszar hrabstwa zaznaczony na czerwono

Nazwa Republiki Winstońskiej (ang. Republic of Winston) odnosi się do okresu w historii hrabstwa Winston w stanie Alabama podczas wystąpienia południa z Unii, utworzenia Skonfederowanych Stanów Ameryki oraz wybuchu wojny secesyjnej w Stanach Zjednoczonych, kiedy istniało tam faktycznie niezależne państewko, które nie uznało władzy Konfederacji.
Obszar ten jest w większości górzysty, a niewolnictwo, którego problem stał się iskrą prochu, która rozpaliła od dawna tlący się konflikt między północą a południem kraju, praktycznie tu nie występowało.
Nastroje w hrabstwie generalnie sprzeciwiały się wystąpieniu południa z Unii. W dużej mierze było to podyktowane obawą przed dominacją (wtedy już nieuniknioną) interesów plantatorów z południa stanu. Podobnie sytuacja miała miejsce w innych nierolniczych regionach południa (np. północna część Tennessee, gdzie ludność wręcz prowadziła walkę partyzancką, albo część Wirginii, która oderwała się od macierzystego stanu i stworzyła, po wstąpieniu do Unii, stan Wirginia Zachodnia). Do odłączenia się od Unii dążyły przede wszystkim zainteresowane w utrzymaniu niewolniczego systemu grupy związane właśnie z plantatorstwem. Zaś owe regiony, jak hrabstwo Winston, w zachowaniu unii widziały możliwość zachowania równowagi i zabezpieczenia się przed dominacją bogatych plantatorów nad społecznościami drobnych hodowców, górników i kupców. Dochodziły tu też inne różnice.
Delegat hrabstwa na konwencję secesyjną (Alabama była jednym z pierwszych siedmiu stanów, które utworzyły Konfederację), nauczyciel Christopher Sheats wprost odmówił podpisania się pod tą decyzją, za co został aresztowany. Potem został przywódcą grupy neutralistycznej.
Ludność hrabstwa masowo odmawiała wstępowania do konfederackiej armii. Nastąpiła faktyczna secesja, czyli odrzucenia władzy nad hrabstwem będącej teraz jednym ze stanów Konfederacji Alabamy. Potocznie, a także nieco bardziej oficjalnie, wówczas nazywano je "Republiką Winstońską".
Trzeba pamiętać, iż idea niepodległości była dość poważnie potraktowana w hrabstwie, zwłaszcza przez lokalny establishment, który po serii narad w Looney's Tavern, proklamował, iż na skutek niemożności pozostania w Konfederacji rezydenci hrabstwa powinni teraz być mieszkańcami "Wolnego Państwa Winstońskiego" (Free State of Winston). Wielu widziało naprawdę w tym realne rozwiązanie. Tak więc secesja była w pewnym sensie formalna.
Aczkolwiek władze centralne stanu nie tolerowały tego jednostronnego "ogłoszenia niepodległości", to jednak okolica była tylko okazjonalnie najeżdżana przez oddziały konfederatów oraz ich jednostki partyzanckie, a także uzbrojone bandy. W sumie hrabstwo Winston było jednym z izolowanych miejsc na terenie Konfederacji, które nie uznawały jej władzy i sprawowały samodzielnie władzę.
Po wkroczeniu na ten obszary wojsk Unii wielu mieszkańców "Republiki" wstąpiło do jej oddziałów, w tym First Alabama Cavalry.
Po zakończeniu wojny hrabstwo stało się bastionem wpływów Partii Republikańskiej, nawet po odzyskaniu niemalże dyktatorskiej władzy południowych demokratów nad stanem.